# Nederlandse Gereformeerde Kerk (Waardhuizen)

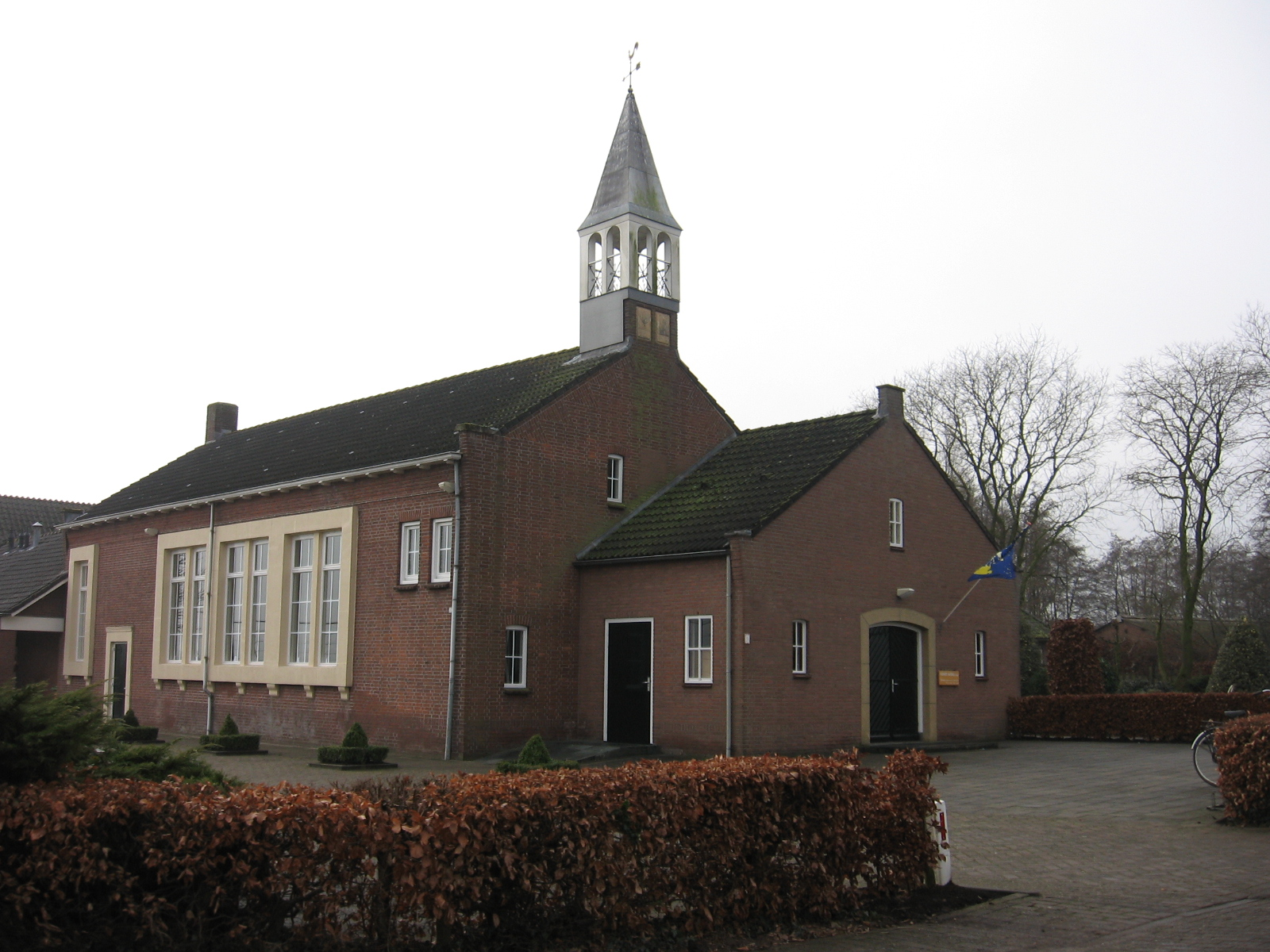
De in 2020 gesloopte kerk

De Nederlandse Gereformeerde Kerk is een kerk in de tot de Nederlandse gemeente Altena behorende plaats Waardhuizen, gelegen aan Waardhuizen 24.

## Geschiedenis
De Vrijmaking was een scheuring binnen de Gereformeerde Kerken in Nederland die plaatsvond in 1944. Ook in Waardhuizen ontstond een vrijgemaakte gemeente die in 1949 een eigen kerkgebouw betrok dat een ontwerp was van A. Pluring. Het betrof een eenvoudig bakstenen kerkje onder zadeldak, ogend als een schoolgebouw maar voorzien van een dakruiter.
In 2020 werd het kerkje gesloopt waarna nieuwbouw volgde. In de tussentijd kon de gemeente terecht in De Wijnstok en de Rank te Rijswijk.
In 2022 werd de nieuwe kerk in gebruik genomen. Hier is sprake van een moderne bouwtrant met spantenbouw en een dakruiter die oogt als een ingebouwd torentje.
Na een fusieproces in 2023 ging het kerkgenootschap op in de Nederlandse Gereformeerde Kerken.
Aangezien de kerkelijke gemeente meer leden (325) telt dan het kleine Waardhuizen aan inwoners telt (300) kan men aannemen dat er ook belangstelling vanuit nabijgelegen plaatsen bestaat.